# Toneelhuis
Het toneelhuis is de ruimte in een schouwburg/theater waar zich het toneel bevindt. Het toneel in Nederland en Vlaanderen bestaat meestal uit een speelvlak dat is gekaderd met gordijnen  (poten en friezen). Boven het toneel hangen in de toneeltoren of kap, op bepaalde afstand van elkaar op de volle breedte van het speelvlak zgn trekken. Deze kunnen bedienbaar in de hoogte bewegen.Deze trekken zijn er om licht, decor en friezen op bepaalde hoogte te laten hangen.Bij grote schouwburgen is de kap hoog genoeg om grote decors geheel uit het zicht weg te trekken. De lijst bestaat uit links en rechts een manteau en aan de bovenzijde een portaalbrug. De manteaus en de portaalbrug zijn in de meeste gevallen vol gehangen met spots ten behoeve van de belichting. Poten kunnen in de breedte worden verhangen om het toneelbeeld aan te passen aan de voorstelling, zij vormen daarmee dan de coulissen.  
Links en rechts van het speelvlak zijn de zijtonelen waar, buiten het zicht van het publiek, achter de coulissen decors kunnen worden verstopt en klaar gezet voor de volgende scène. Trekken met licht of decor worden verborgen met friezen. Vaak is er een achtertoneel. Dit wordt aan het zicht ontnomen door een breed (vaak uit poten gemaakt) gordijn dat fond genoemd wordt. Bij sommige voorstellingen is echter ook een witte achtergrond te zien. Deze enorme witte lap stof wordt dan met aangepast licht voorgesteld als de horizon. Halverwege kan er een zgn tussendoek hangen, om zodoende de mogelijkheid te hebben om daarachter een changement mogelijk te maken Ook een doorzichtig gaas behoort tot de mogelijkheden, daarachter kunnen dan door middel van lichtspel een verschijning of juist verdwijning mogelijk gemaakt worden. Al deze gordijnen bij elkaar (vaak zwart of donkerblauw) kaderen het toneelbeeld voor de toeschouwer af en noemt men afstopping.       
De scheiding tussen het toneelhuis en de zaal is de toneellist met daarin het voordoek, dat meestal rood is. Het toneel voor de lijst is het voortoneel of proscenium. 
De naam werd overgenomen door het Antwerpse theatergezelschap Toneelhuis, dat actief is in de Antwerpse Bourlaschouwburg.